# Округ Хамилтон (Илиноис)
Округ Хамилтон (енгл. Hamilton County) је округ у америчкој савезној држави Илиноис.

## Демографија
По попису из 2010. године број становника је 8.457, што је 164 (-1,9%) становника мање 2000. године.
| Група             | 2000.         | 2010.         |
| Белци             | 8.434 (97,8%) | 8.234 (97,4%) |
| Афроамериканци    | 58 (0,7%)     | 31 (0,4%)     |
| Азијати           | 11 (0,1%)     | 19 (0,2%)     |
| Хиспаноамериканци | 55 (0,6%)     | 105 (1,2%)    |
| Укупно            | 8.621         | 8.457         |